# Trichocentrum
Trichocentrum  Poepp. & Endl., 1836 è un genere di orchidee della sottofamiglia Epidendroideae (tribù Cymbidieae, sottotribù Oncidiinae), diffuso nell'America tropicale.

## Distribuzione e habitat
Il genere ha un areale neotropicale

## Tassonomia
Il genere comprende le seguenti specie:
- Trichocentrum aguirrei (Königer) M.W.Chase & N.H.Williams, 2001
- Trichocentrum albococcineum Linden, 1865
- Trichocentrum allenii (Kolan. & Szlach.) J.M.H.Shaw
- Trichocentrum andreanum (Cogn.) R.Jiménez & Carnevali, 2002 publ. 2003
- Trichocentrum andrewsiae (R.Jiménez & Carnevali) R.Jiménez & Carnevali, 2002 publ. 2003
- Trichocentrum ascendens (Lindl.) M.W.Chase & N.H.Williams, 2001
- Trichocentrum aurisasinorum (Standl. & L.O.Williams) M.W.Chase & N.H.Williams, 2001
- Trichocentrum ayacuchense J.M.H.Shaw
- Trichocentrum bellanianum (Königer) J.M.H.Shaw
- Trichocentrum bicallosum (Lindl.) M.W.Chase & N.H.Williams, 2001
- Trichocentrum binotii (Pabst) J.M.H.Shaw, 2012
- Trichocentrum biorbiculare (Balam & Cetzal) R.Jiménez & Solano, 2011
- Trichocentrum brachyceras Schltr., 1920
- Trichocentrum brachyphyllum (Lindl.) R.Jiménez, 2011
- Trichocentrum brenesii Schltr., 1923
- Trichocentrum brevicalcaratum C.Schweinf., 1945
- Trichocentrum caatingaense (Cetzal, V.P.Castro & Marçal) J.M.H.Shaw
- Trichocentrum caloceras Endrés & Rchb.f., 1871
- Trichocentrum candidum Lindl., 1843
- Trichocentrum capistratum Linden & Rchb.f., 1871
- Trichocentrum carthagenense (Jacq.) M.W.Chase & N.H.Williams, 2001
- Trichocentrum cavendishianum (Bateman) M.W.Chase & N.H.Williams, 2001
- Trichocentrum cebolleta (Jacq.) M.W.Chase & N.H.Williams, 2001
- Trichocentrum cepula (Hoffmanns.) J.M.H.Shaw, 2012
- Trichocentrum christensonianum (Kolan. & Szlach.) J.M.H.Shaw
- Trichocentrum chrysops (Rchb.f.) Soto Arenas & R.Jiménez, 2002 publ. 2003
- Trichocentrum cosymbephorum (C.Morren) R.Jiménez & Carnevali
- Trichocentrum crispiflorum (Schltr.) Bogarín
- Trichocentrum croatii (Kolan. & Szlach.) J.M.H.Shaw
- Trichocentrum croizatii (Cetzal & Carnevali) J.M.H.Shaw
- Trichocentrum cymbiglossum Pupulin, 1994
- Trichocentrum dianthum Pupulin & Mora-Ret., 1994
- Trichocentrum estrellense Pupulin & J.B.García, 1995
- Trichocentrum flavovirens (L.O.Williams) M.W.Chase & N.H.Williams, 2001
- Trichocentrum fuscum Lindl., 1837
- Trichocentrum helicanthum (Kraenzl.) ined., 2012
- Trichocentrum hoegei Rchb.f., 1881
- Trichocentrum ionopthalmum Rchb.f., 1876
- Trichocentrum johnii (Oppenheim) M.W.Chase & N.H.Williams, 2001
- Trichocentrum jonesianum (Rchb.f.) M.W.Chase & N.H.Williams, 2001
- Trichocentrum lacerum (Lindl.) J.M.H.Shaw, 2012
- Trichocentrum lanceanum (Lindl.) M.W.Chase & N.H.Williams, 2001
- Trichocentrum leeanum Rchb.f., 1886
- Trichocentrum leptotifolium (Cetzal & Carnevali) R.Jiménez & Solano, 2011
- Trichocentrum lindenii (Brongn.) M.W.Chase & N.H.Williams, 2001
- Trichocentrum longicalcaratum Rolfe, 1896
- Trichocentrum longifolium (Lindl.) R.Jiménez, 2011
- Trichocentrum lowii (Rolfe) M.W.Chase & N.H.Williams, 2001
- Trichocentrum loyolicum Pupulin, Karremans & G.Merino, 2008
- Trichocentrum luridum (Lindl.) M.W.Chase & N.H.Williams, 2001
- Trichocentrum macrocebolletum (Cetzal & Carnevali) J.M.H.Shaw
- Trichocentrum margalefii (Hágsater) M.W.Chase & N.H.Williams, 2001
- Trichocentrum microchilum (Bateman ex Lindl.) M.W.Chase & N.H.Williams, 2001
- Trichocentrum moreniorum Pupulin & Mor.-Pareja
- Trichocentrum morenoi (Dodson & Luer) M.W.Chase & N.H.Williams, 2001
- Trichocentrum nanum (Lindl.) M.W.Chase & N.H.Williams, 2001
- Trichocentrum nataliae (Balam & Carnevali) R.Jiménez & Solano, 2011
- Trichocentrum neudeckeri Königer, Arcula 6: 175 (1996
- Trichocentrum nudum (Bateman ex Lindl.) M.W.Chase & N.H.Williams, 2001
- Trichocentrum obcordilabium Pupulin, Novon 8: 283 (1998
- Trichocentrum oerstedii (Rchb.f.) R.Jiménez & Carnevali, 2002 publ. 2003
- Trichocentrum oestlundianum (L.O.Williams) M.W.Chase & N.H.Williams, 2001
- Trichocentrum orthoplectron Rchb.f., 1883
- Trichocentrum panduratum C.Schweinf., 1945
- Trichocentrum pendulum (Carnevali & Cetzal) R.Jiménez & Solano, 2011
- Trichocentrum perezii Beutelsp.
- Trichocentrum pfavii Rchb.f., 1881
- Trichocentrum popowianum Königer, 1996
- Trichocentrum porphyrio Rchb.f., 1884
- Trichocentrum pulchrum Poepp. & Endl., 1836
- Trichocentrum pumilum (Lindl.) M.W.Chase & N.H.Williams, 2001
- Trichocentrum pupulinianum Bogarín & Karremans
- Trichocentrum purpureum Lindl. ex Rchb.f., 1854
- Trichocentrum recurvum Lindl., 1843
- Trichocentrum schrautianum (Königer) J.M.H.Shaw
- Trichocentrum schwambachiae (V.P.Castro & Toscano) Meneguzzo
- Trichocentrum sierracaracolense (Cetzal & Balam) R.Jiménez & Solano, 2011
- Trichocentrum silverarum (Carnevali & Cetzal) J.M.H.Shaw
- Trichocentrum splendidum (A.Rich. ex Duch.) M.W.Chase & N.H.Williams, 2001
- Trichocentrum sprucei (Lindl.) M.W.Chase & N.H.Williams, 2001
- Trichocentrum stacyi (Garay) M.W.Chase & N.H.Williams, 2001
- Trichocentrum stramineum (Bateman ex Lindl.) M.W.Chase & N.H.Williams, 2001
- Trichocentrum tapiae (Balam & Carnevali) J.M.H.Shaw
- Trichocentrum tenuiflorum Lindl., 1850
- Trichocentrum tigrinum Linden & Rchb.f., 1869
- Trichocentrum ultrajectinum (Pulle) J.M.H.Shaw
- Trichocentrum undulatum (Sw.) Ackerman & M.W.Chase, 2001
- Trichocentrum viridulum Pupulin, 1998
- Trichocentrum wagneri Pupulin, 1995
- Trichocentrum yucatanense (Cetzal & Carnevali) R.Jiménez & Solano, 2011
- Trichocentrum yuroaense (Kolan. & Szlach.) J.M.H.Shaw

### Ibridi
Sono noti i seguenti ibridi:
- Trichocentrum × carbonoi (Yepes-Rapelo & Cetzal) J.M.H.Shaw
- Trichocentrum × cicyi (Cetzal & Carnevali) J.M.H.Shaw
- Trichocentrum × crispiluridum (Cetzal, N.Cash-Arcía & E.Mó) J.M.H.Shaw
- Trichocentrum × francoi (Cetzal & Carnevali) J.M.H.Shaw
- Trichocentrum × haematochilum (Lindl. & Paxton) M.W.Chase & N.H.Williams
- Trichocentrum × lindeoerstedii (Cetzal & Carnevali) J.M.H.Shaw
- Trichocentrum × lurigenense (Cetzal & Carnevali) J.M.H.Shaw
- Trichocentrum × lurilindenii (Carnevali & Cetzal) J.M.H.Shaw
- Trichocentrum × marvraganii (Lückel) M.W.Chase & N.H.Williams
- Trichocentrum × oersteluridum (Cetzal & Balam) J.M.H.Shaw
- Trichocentrum × quintanarooense (Cetzal & Carnevali) J.M.H.Shaw
- Trichocentrum × teaboanum (R.Jiménez , Carnevali & J.L.Tapia) R.Jiménez & Carnevali